# Étouars
Étouars, okzitanisch Estoars, ist eine französische Gemeinde mit 165 Einwohnern (Stand 1. Januar 2022) im Département Dordogne in der Region Nouvelle-Aquitaine (vor 2016 Aquitanien). Sie gehört zum Arrondissement Nontron und zum Kanton Périgord Vert Nontronnais. Zuständiger Gemeindeverband ist die Communauté de communes du Périgord Nontronnais. Die Einwohner werden als Étouardais bzw. Étouardaises bezeichnet.

## Etymologie
Der Ursprung des Namens Étouars liegt ziemlich im Dunkeln. Das okzitanische Estoars leitet sich womöglich von einem lateinischen Eigennamen Astoarius ab. Es wird vermutet, dass sich hierhinter eventuell auch der germanische Personenname Stodulfward verbirgt.

## Geographie

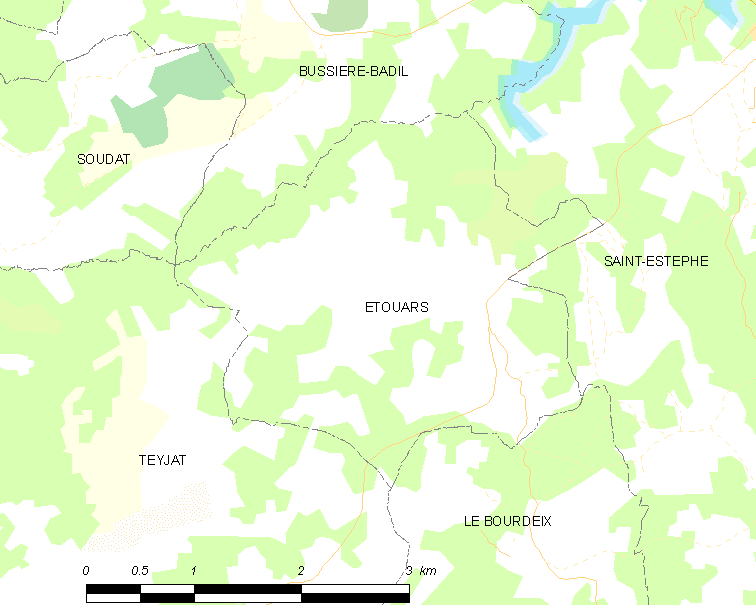
Lagekarte von Étouars

Die im Norden des Périgord gelegene Gemeinde Étouars ist etwa 8 Kilometer von Javerlhac und rund 12 Kilometer von Nontron entfernt. Nächstliegende größere Städte sind Angoulême (40 Kilometer westlich) und Limoges (65 Kilometer nordöstlich von Étouars).
Étouars wird von folgenden fünf Gemeinden umgeben:
| Bussière-Badil | Bussière-Badil                              |               |
| Soudat         | Kompassrose, die auf Nachbargemeinden zeigt | Saint-Estèphe |
| Teyjat         |                                             | Le Bourdeix   |

Zu Étouars gehören folgende Weiler, Gehöfte und Ziegeleien: La Croix du Pêcher, La Manugrie, La Tuilière de Ribièras, La Tuilière de Rippe, Lacrète, Lavergne, Le Petit Étouars, Les Forges, Les Garennes, Les Grands Champs, Les Petits Champs, Les Quatre Routes und Ribièras.
Die Gemeinde nimmt eine durchschnittliche Höhe von 262 Metern über dem Meer ein. Der topographisch tiefste Punkt des Gemeindegebietes liegt mit 170 Metern über dem Meer am Ruisseau de l’Étang d’Assat im äußersten Westen. Der höchste Punkt mit 277 Meter (guter Aussichtspunkt nach Osten) befindet sich unmittelbar nördlich des Ortskerns, der auf einem Höhenrücken erbaut wurde. Die maximale Höhendifferenz beträgt 107 Meter. Diese Gegebenheiten spiegeln ein generell pultschollenartige Einfallen der Landschaft gegen Westsüdwest wider.

### Verkehrsanbindung
Der Ortskern von Étouars liegt an der D 93 von Javerlhac nach Piégut. Das Gemeindegebiet wird ferner von der aus Richtung Varaignes kommenden D 92 und der von Bussière-Badil nach Nontron verlaufenden D 3 durchquert.

### Bodenbedeckung

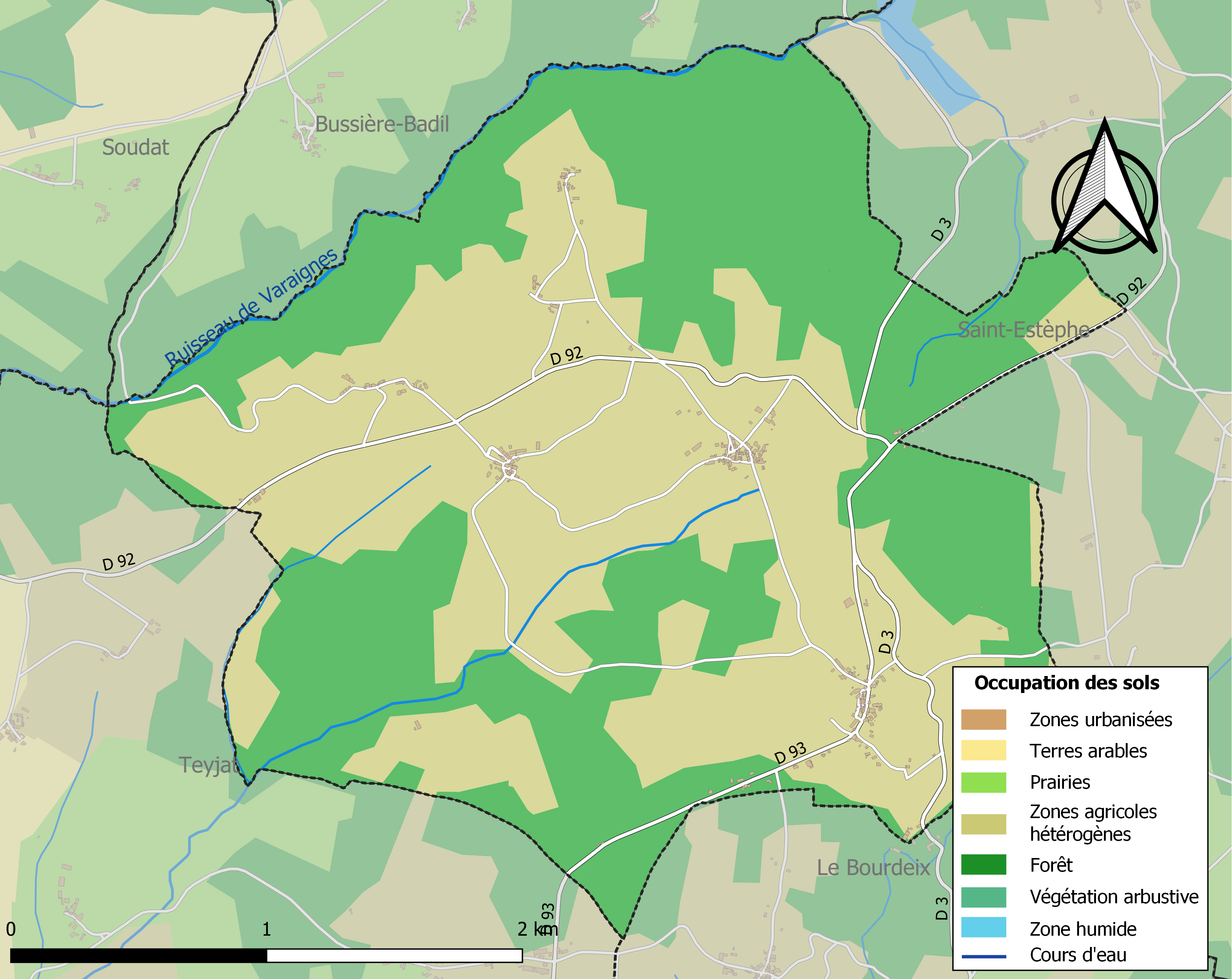
Bodenbedeckung in Étouars

Die Bodenbedeckung der Gemeinde Étouars schlüsselt sich im Jahr 2018 gemäß der europäischen Datenbank CORINE Land Cover (CLC) wie folgt auf:
- Wälder – 48,2 %
- heterogene landwirtschaftliche Nutzung – 51,8 %

Die heterogene landwirtschaftliche Nutzung steht 2018 im Vordergrund. Sie ist aber im Jahr 2018 mit 51,8 % gegenüber 1990 (54,5 %) zurückgegangen.

## Klima
Die Gemeinde Étouars besitzt ein abgeschwächtes ozeanisches Klima, das sich durch folgende Parameter auszeichnet:
| Klimaparameter im Zeitraum 1971–2000 - Jahresmittel: 12,1 °C - Anzahl der Tage unter −5 °C: 2,7 - Anzahl der Tage oberhalb 30 °C: 6,0 - Maximum im Tages-Temperaturunterschied: 14,7 °C - Jahresniederschlag: 1073 mm - Niederschlagstage im Januar: 13,0 - Niederschlagstage im Juli: 7,5 |

Durch den Klimawandel zeichnen sich Erhöhungen im Jahresmittel ab, die sich bereits auch bemerkbar machen. So ist beispielsweise an der 55 Kilometer entfernten Wetterstation am Flughafen von Limoges-Bellegarde das langjährige Jahresmittel von 11,2 °C für 1971–2000 über 11,4 °C für 1981–2010 auf 11,8 °C für 1991–2020 angestiegen – ein Zuwachs um 0,6 °C innerhalb von 20 Jahren.

## Hydrographie

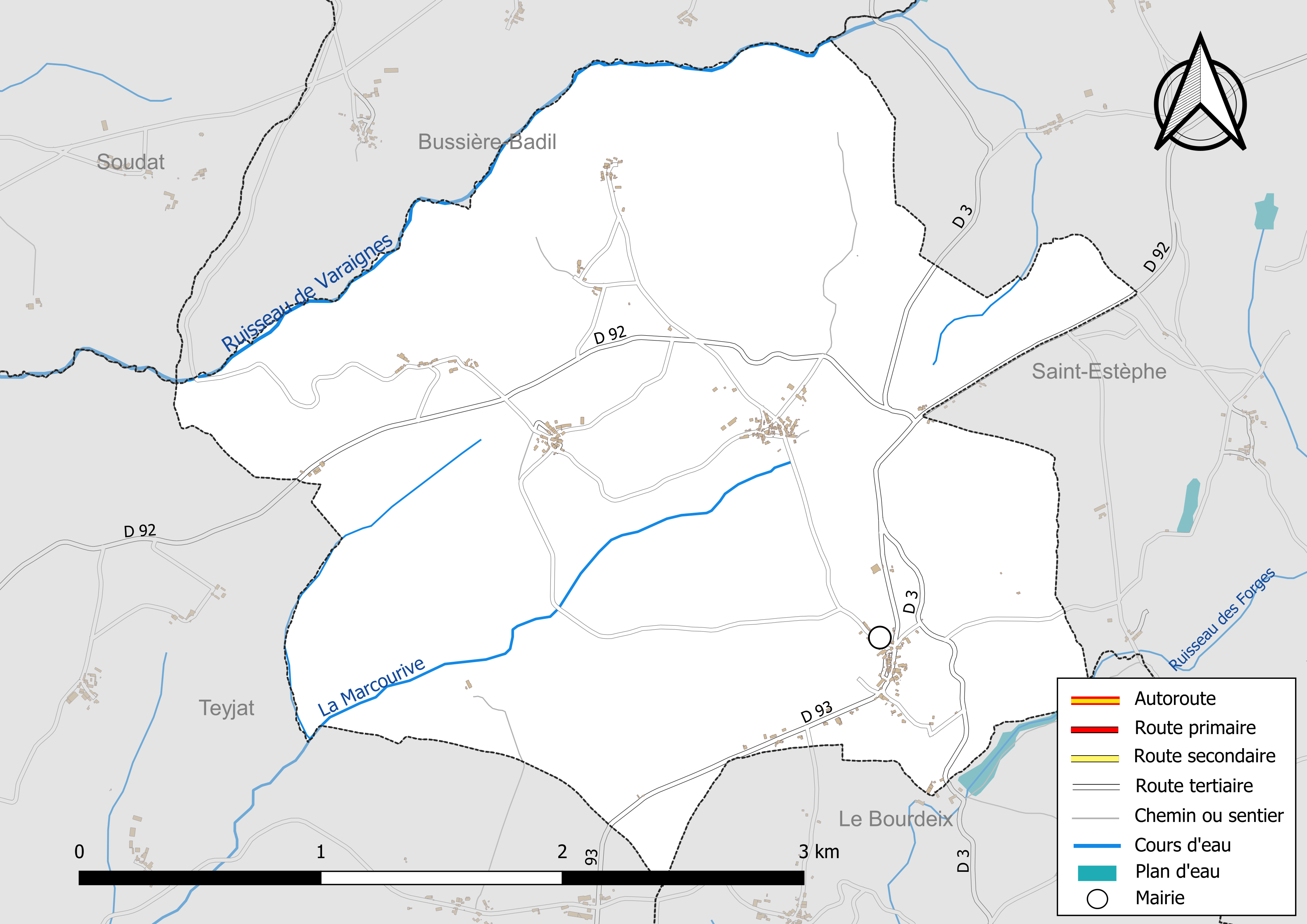
Hydrographische Karte von Étouars

Die natürliche Nordwestgrenze des Gemeindegebietes bildet der Ruisseau de l’Étang d’Assat, der in seinem Unterlauf als Ruisseau de Varaignes bezeichnet wird. Ein Teil der Südostgrenze wird von dem hier aufgestauten Ruisseau des Forges gebildet. Ferner entspringt bei Lacrète die Marcourive, die ebenfalls nach Südwesten abfließt – der generellen Entwässerungsrichtung. Die Marcourive verläuft in etwa mittig im Gemeindegebiet und hat einen größeren rechten Seitenarm.
Alle Wasserläufe münden letztendlich rechtsseitig in den Bandiat, der zum Flusssystem der Charente gehört.
Das Entwässerungsnetz besitzt eine Gesamtlänge von 13,5 Kilometer.

## Geologie

Geologische Karte von Étouars

Der tiefere Untergrund des Gemeindegebietes von Étouars wird vom variszischen Grundgebirge des nordwestlichen Zentralmassivs gebildet – Paragneis, Metatexit, Leptynit und intrudierender Granodiorit (Piégut-Pluviers-Granodiorit).
Die Foliation der Metasedimente streicht generell Nordost und fällt mit 40 bis 50° nach Nordwest ein. Ihr Kontakt zum Granodiorit (nördlich von Lacrète), der im Osten des Gemeindegebietes in seiner grobkörnigen Normalfazies (γ3M) ansteht, erfolgt mittels einer Nordnordost-streichenden Störung. Bedingt jedoch durch die Erosionstätigkeit des Marcourive und seines rechten Nebenarms zieht der Granodiorit spornartig weit nach Südwesten in Richtung Teyjat heraus. Der Metatexit (Mζ1-2) ist entlang der Nordwestgrenze am Ruisseau de l’Étang d’Assat aufgeschlossen und wird von einem Nordost-streichenden Mikrogranitgang (μγ3M) durchzogen. Der Leptynit (λ3-4) erscheint in der Verlängerung dieses Mikrogranitgangs nach Nordosten, ist aber mittels Verwerfungen in Paragneis (ζ1-2) eingeschuppt.
Der durch den Ortskern verlaufende Höhenrücken wird von zum nordöstlichen Aquitanischen Becken gehörenden Sedimenten des Hettangiums (Arkosen – Formation l1-4) aufgebaut, die hier über den Granodiorit transgredierten. Das Hettangium erscheint ebenfalls am rechten Seitenarm des Marcourive und in zwei kleinen Vorkommen bei Ribièras und Les Petits Champs. In der Nähe der Ziegelei La Tuilerie de Rippe zieht eine Nordnordwest-streichende Abschiebung durch. Dadurch werden stratigraphisch höherliegende Liasschichten (Formation l5-9), darunter die Tonsedimente des Aaleniums, aufgeschlossen – willkommener Ausgangsstoff für die örtlichen Ziegeleien.
Das Grundgebirge wird von den beiden Flussläufen des Marcourive und des Ruisseau de l’Étang d’Assat angeschnitten, der dazwischenliegende Höhenrücken und auch die südlich des Marcourive anschließende Hanglage werden jedoch von kolluvialen Tonen, Sanden und Geröllen (in der Regel gerundete Quarzkiesel) des Quartärs (Formationen C und HC) völlig maskiert. Diese kolluvialen, Hanglagen bedeckenden Umlagerungssedimente des Pleistozäns können ihrerseits von eozänem/pliozänem Alluvium (Sande und Kiese der Formation H-F) abgelöst werden (bei La Croix du Pêcher).

## Ökologie

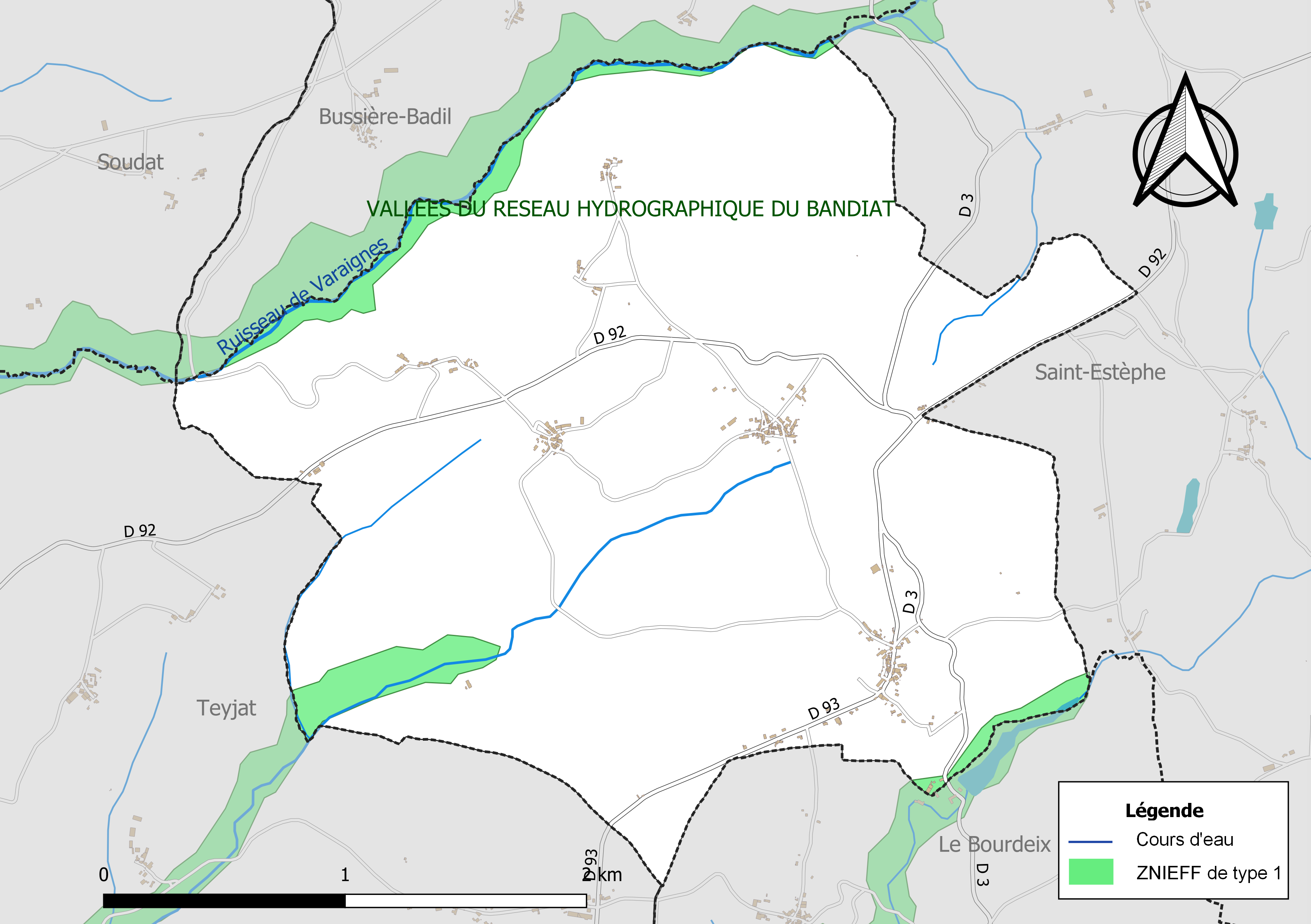
Schutzgebiete des Typus 1 in der Gemeinde Étouars

### Naturpark
Die Gemeinde  Étouars bildet seit 1998 einen integralen Bestandteil des Regionalen Naturparks Périgord-Limousin.

### Schutzgebiet
Unter Naturschutz stehen die Talungen des Ruisseau des Forges, des Ruisseau de l’Étang d'Assat sowie die Marcourive. Diese Gebiete sind als kontinentale ZNIEFF (Französisch zone naturelle d'intérêt écologique, faunistique et floristique) des Typus 1 unter der Bezeichnung Vallées du réseau hydrographique du Bandiat ausgewiesen. Ihre Flora besteht aus über 100 Pflanzenarten mit Großer Odermennig (Agrimonia procera) und Atlantisches Hasenglöckchen (Hyacinthoides non-scripta) als Indikatorpflanzen.

## Geschichte
Direkte Siedlungsspuren aus vorgeschichtlicher Zeit sind in Étouars nicht vorhanden, aber nach Funden in benachbarten Gemeinden zu urteilen dürfte das Gemeindegebiet von Étouars zu den damaligen Zeiten ebenfalls bereits von Menschen besiedelt worden sein. Es existieren Funde aus der gallorömischen Zeit. Mit dem Bau der Kirche wurde im Mittelalter begonnen. Bedeutung erlangte Étouars zwischen dem 15. Jahrhundert und dem 18. Jahrhundert als Stätte der Eisenverhüttung. Im Weiler Les Forges wurde Eisenerz aus dem Nontronnais in Hochöfen geschmolzen (Gusseisen) und zu Kanonen für die französische Marine in Rochefort weiterverarbeitet. Die Schmiede wurde mit Wasserkraft betrieben, die zur Reduktion benötigte Holzkohle stammte aus den umliegenden Waldgebieten, die Jurakalke der weiter westlich gelegenen Gemeinden dienten als Flussmittelzusatz. Die Kanonen wurden auf dem Landweg an die Charente verfrachtet und gelangten dann per Boot nach Rochefort.

### Bevölkerungsentwicklung
| Jahr | Einwohner |  |
| 1962 | 230       |  |
| 1968 | 220       |  |
| 1975 | 195       |  |
| 1982 | 197       |  |
| 1990 | 174       |  |
| 1999 | 175       |  |
| 2006 | 144       |  |
| 2007 | 147       |  |
| 2008 | 145       |  |
| 2011 | 144       |  |
| 2013 | 146       |  |
| 2015 | 151       |  |
| 2016 | 154       |  |
| 2017 | 155       |  |
| 2019 | 159       |  |

Quelle: INSEE
Die Bevölkerungsentwicklung ist unter leichten Schwankungen generell rückläufig.
Bei einer Fläche von 7,83 Quadratkilometer beträgt die Bevölkerungsdichte 20 Einwohner/km².

## Ökonomie

### Beschäftigung
Im Jahr 2015 betrug die erwerbsfähige Bevölkerung zwischen 15 und 64 Jahren 60 Personen; dies entspricht 39,7 % der Gesamtbevölkerung. Die Zahl der Arbeitslosen ist seit 2010 mit 9 gleich geblieben, die Arbeitslosenquote beläuft sich jetzt auf 14,8 %.

### Unternehmen
Am 31. Dezember 2015 waren in der Gemeinde Étouars 13 Unternehmen ansässig, davon 8 im Sektor Handel, Transport und Dienstleistungen, 2 im Baugewerbe, 2 im Sektor Landwirtschaft, Forsten und Fischerei und 1 im Sektor Verwaltung, Bildung, Gesundheit und Soziales.

## Sehenswürdigkeiten
Auf dem Platz neben der Kirche Saint-Saturnin ist eine der in Étouars gegossenen Kanonen ausgestellt. Daneben wurde ein experimenteller Hochofen errichtet und in Betrieb genommen. Das Museum Fer et Forges (Eisen und Schmieden) vermittelt wichtige Hintergrundinformationen zur damaligen Eisenverhüttung im Haut Périgord. Die eigentliche Schmiede liegt an der D 3 südlich unterhalb des Ortskerns. Erhalten sind hier noch mehrere Gebäude und Anlagen wie beispielsweise das Herrenhaus, die Lagerhallen für die Holzkohle, Kanalsysteme, ein kleiner Hochofen und der Stausee mit seiner einstigen Staumauer.
Sehenswert ist ferner ein großer Obstgarten für alte Kernobstsorten am westlichen Ortsrand.

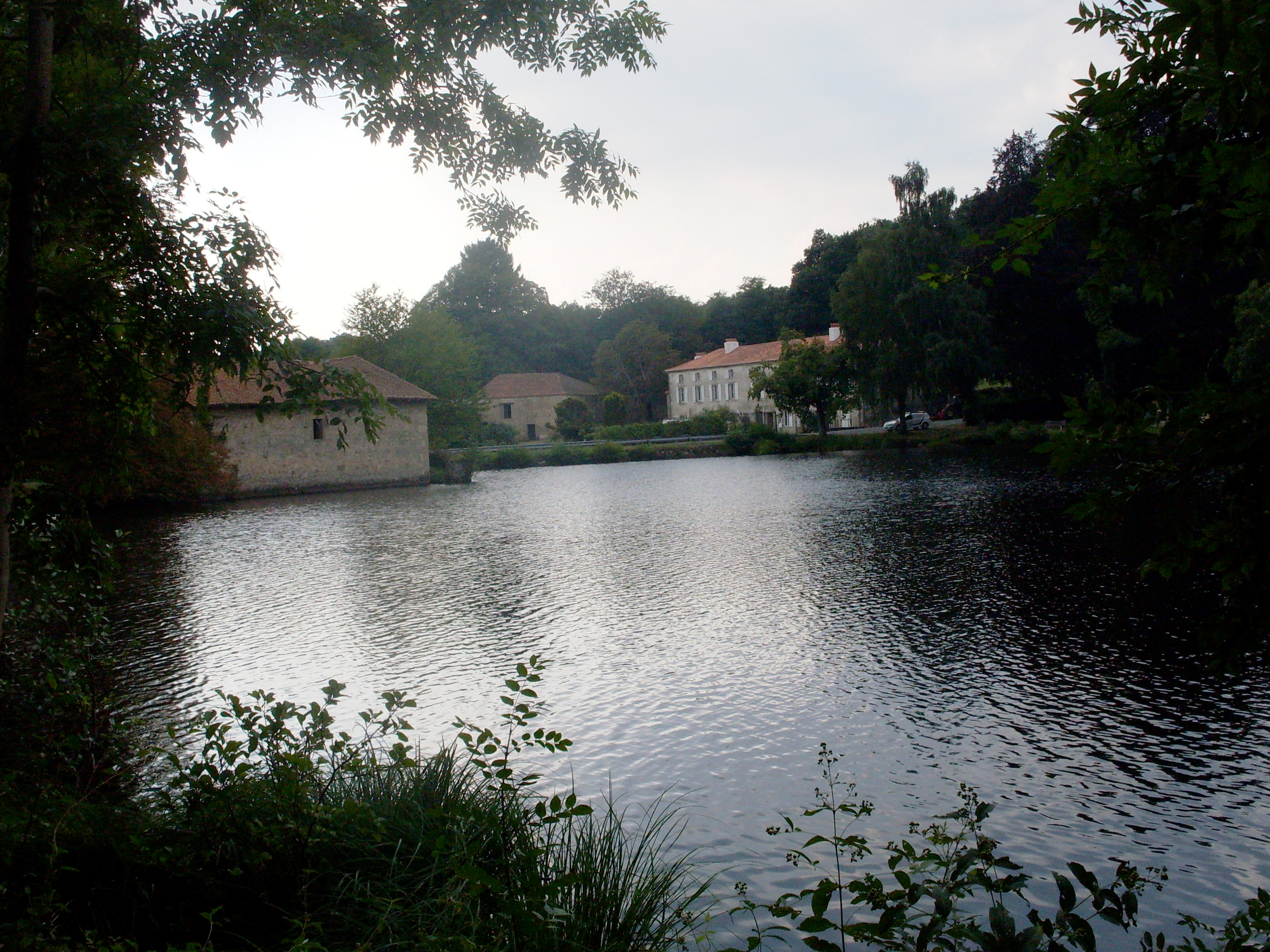
Der für die Schmiede aufgestaute Ruisseau des Forges
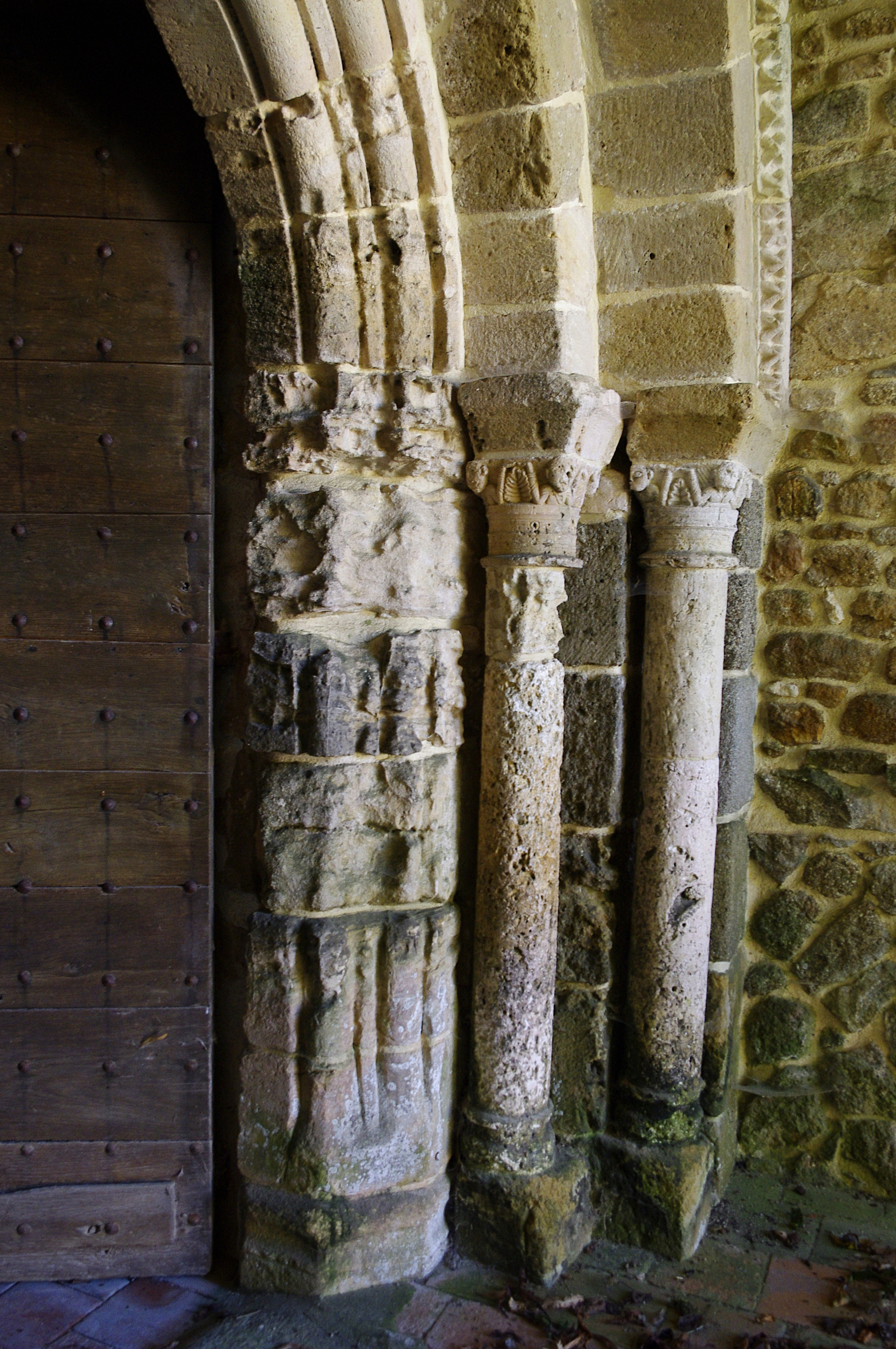
Eingangsportal von Saint-Saturnin
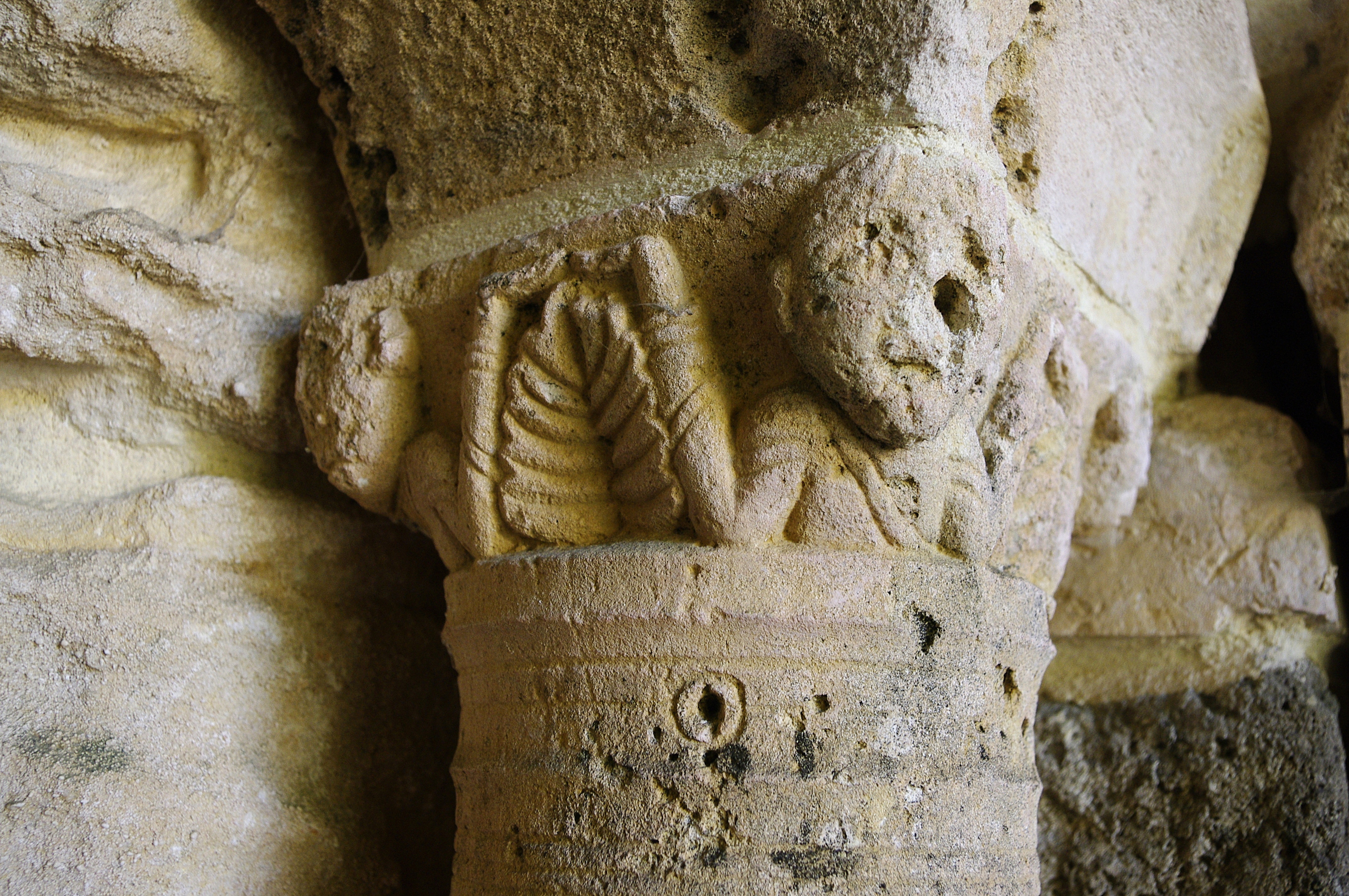
Kapitell
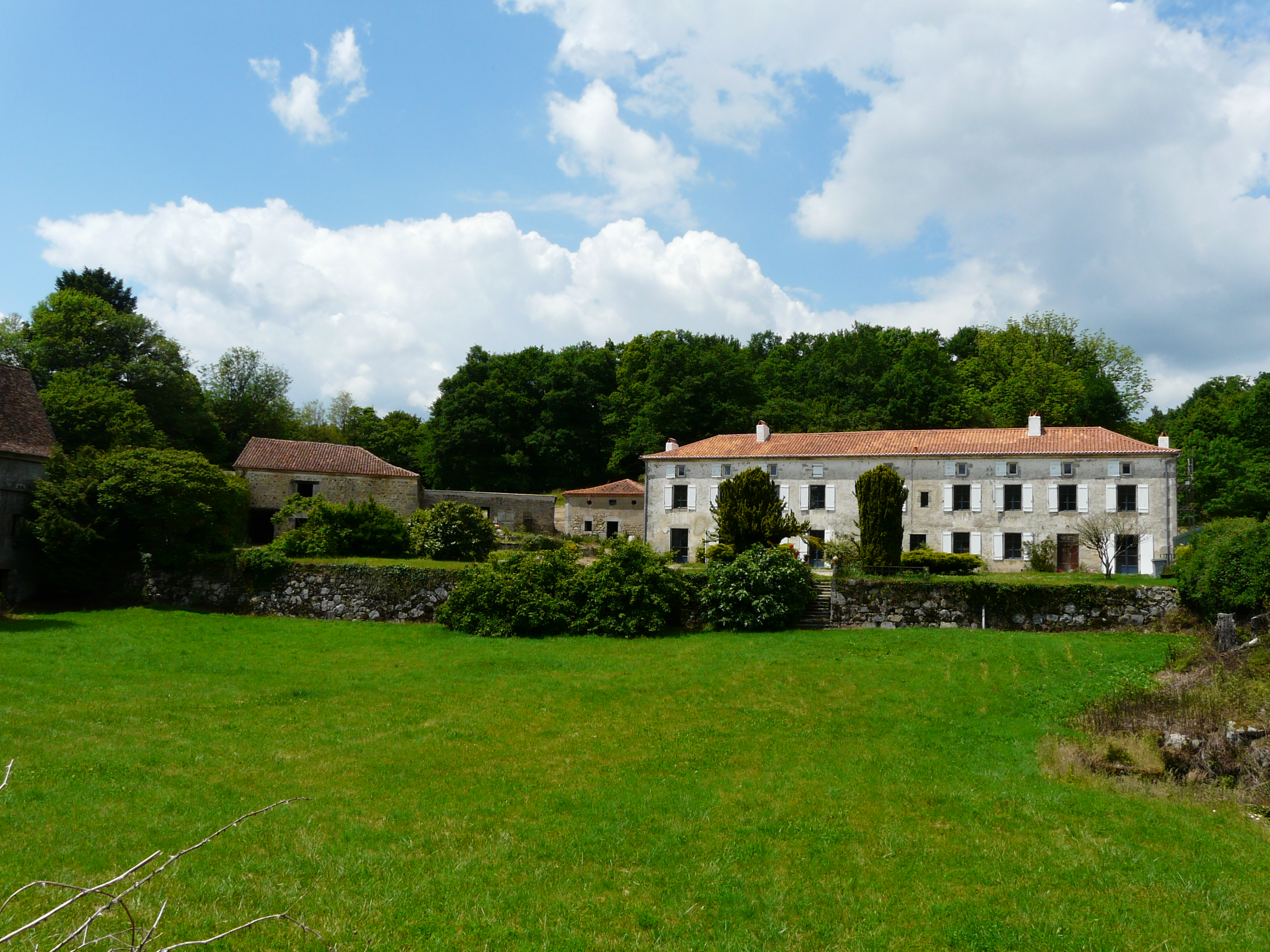
Schmiede mit Herrenhaus und Nebengebäuden
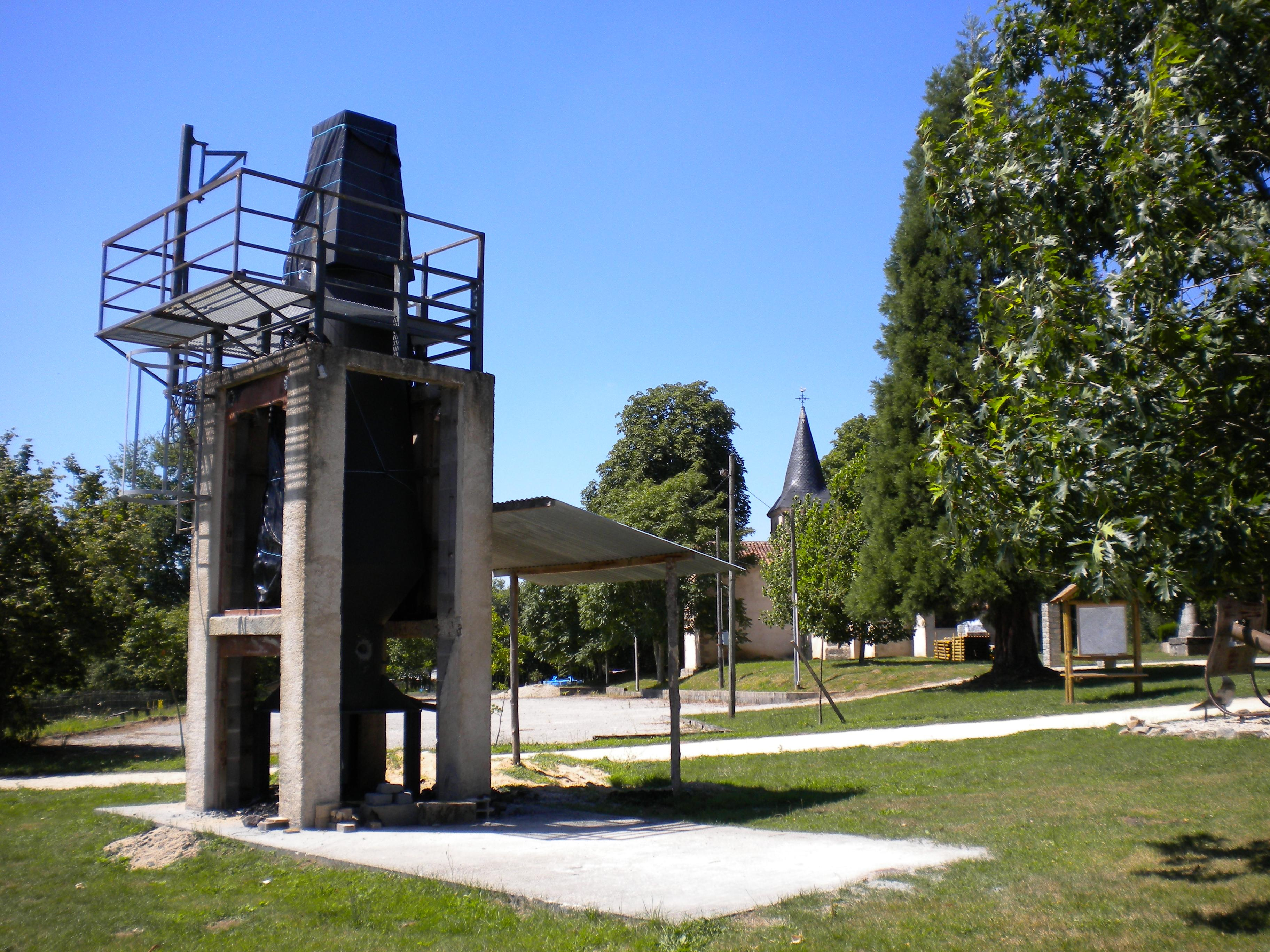
Der experimentelle Hochofen auf dem Dorfplatz
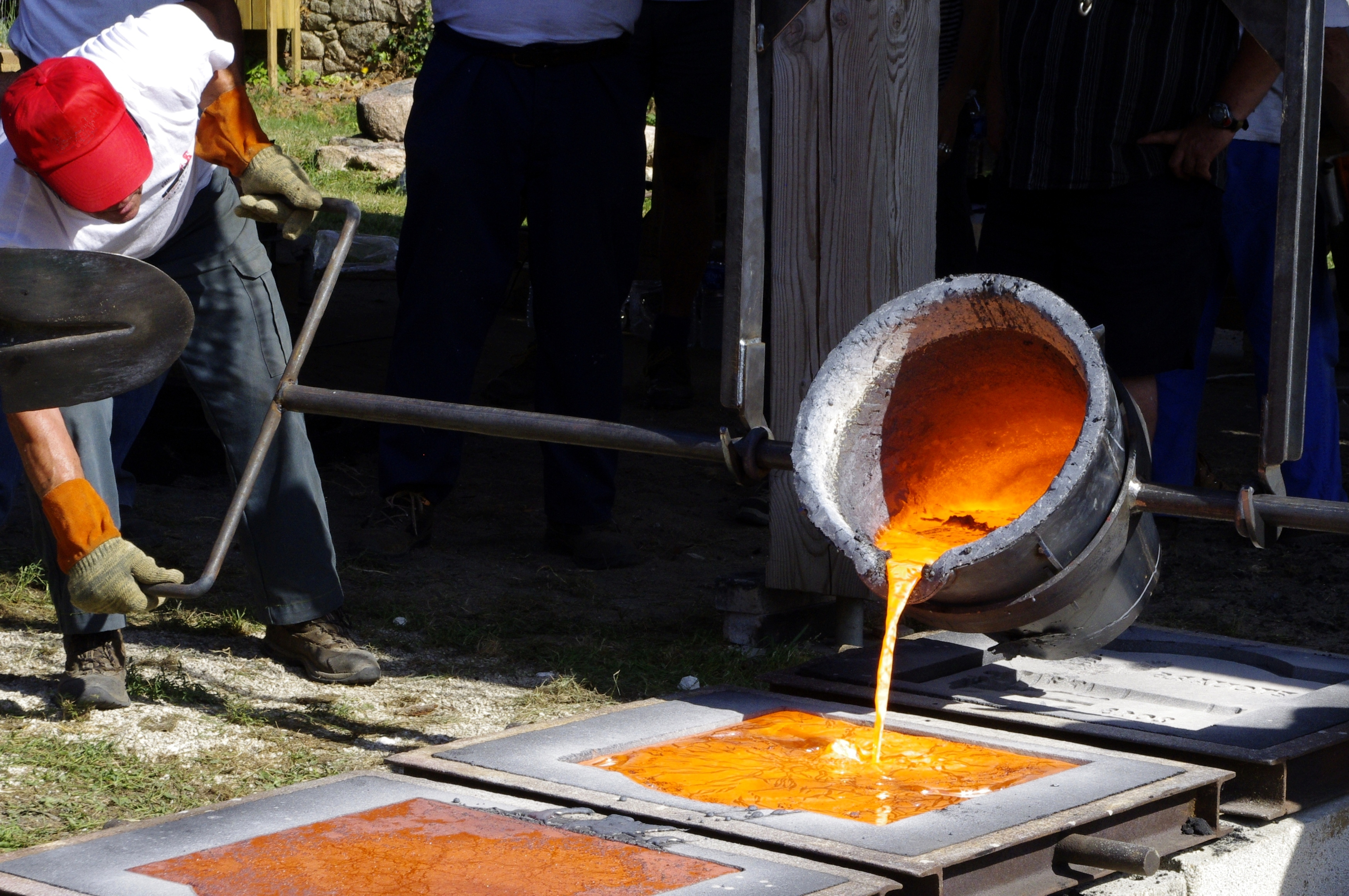
Schmelzresultat des experimentellen Hochofens
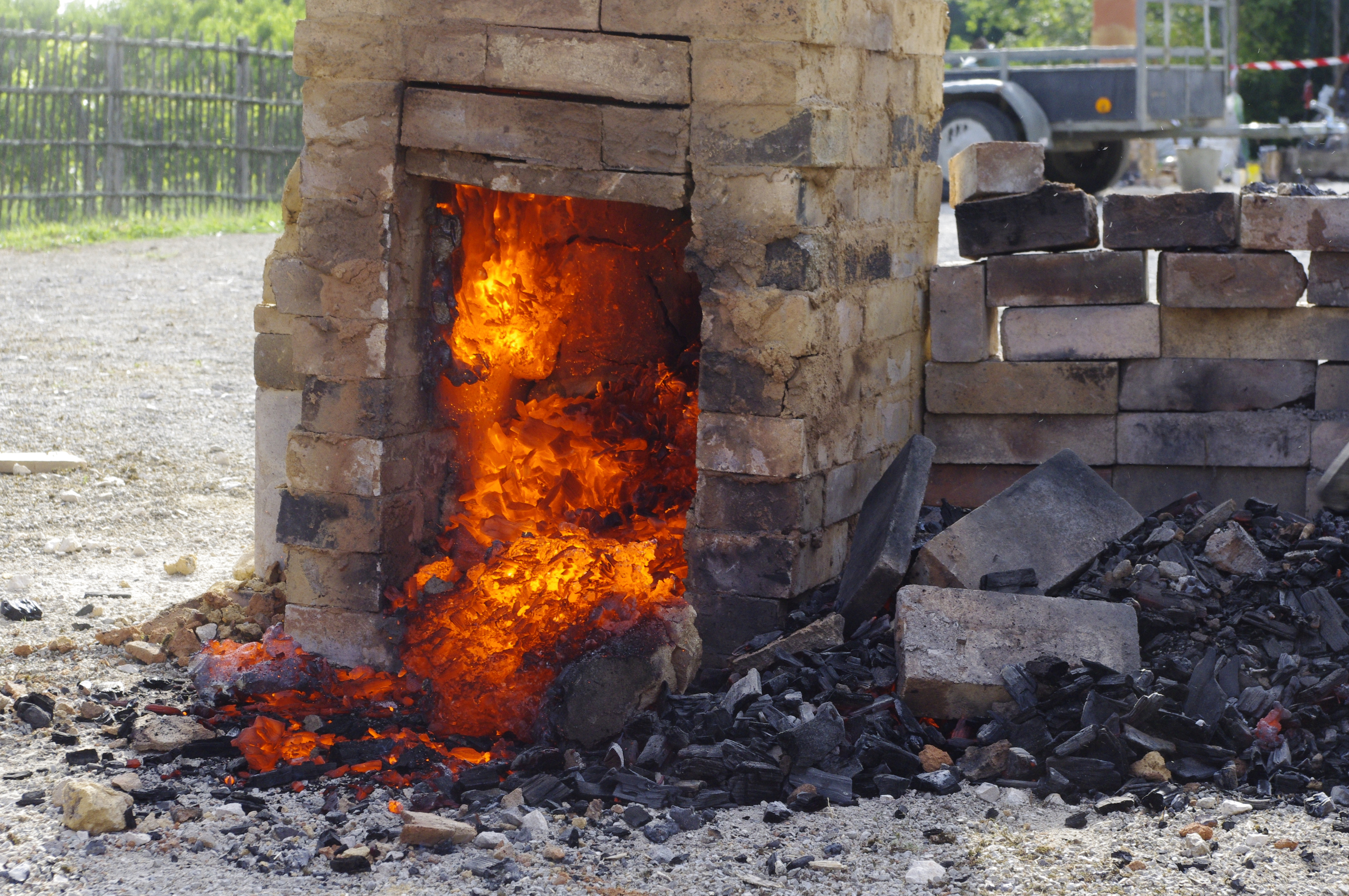
Schmelzofen für einmaligen Gebrauch
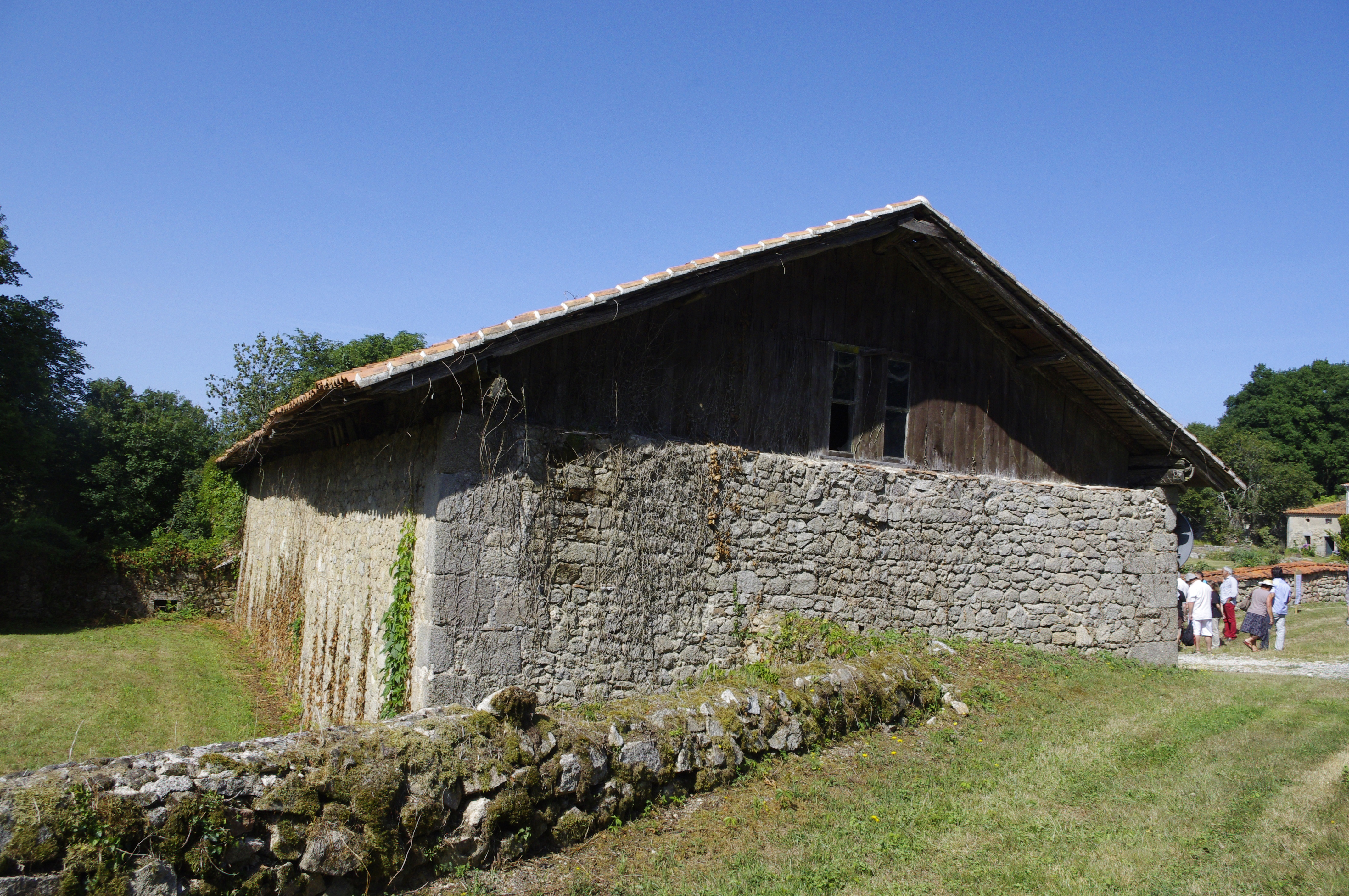
Ehemalige Schmiede
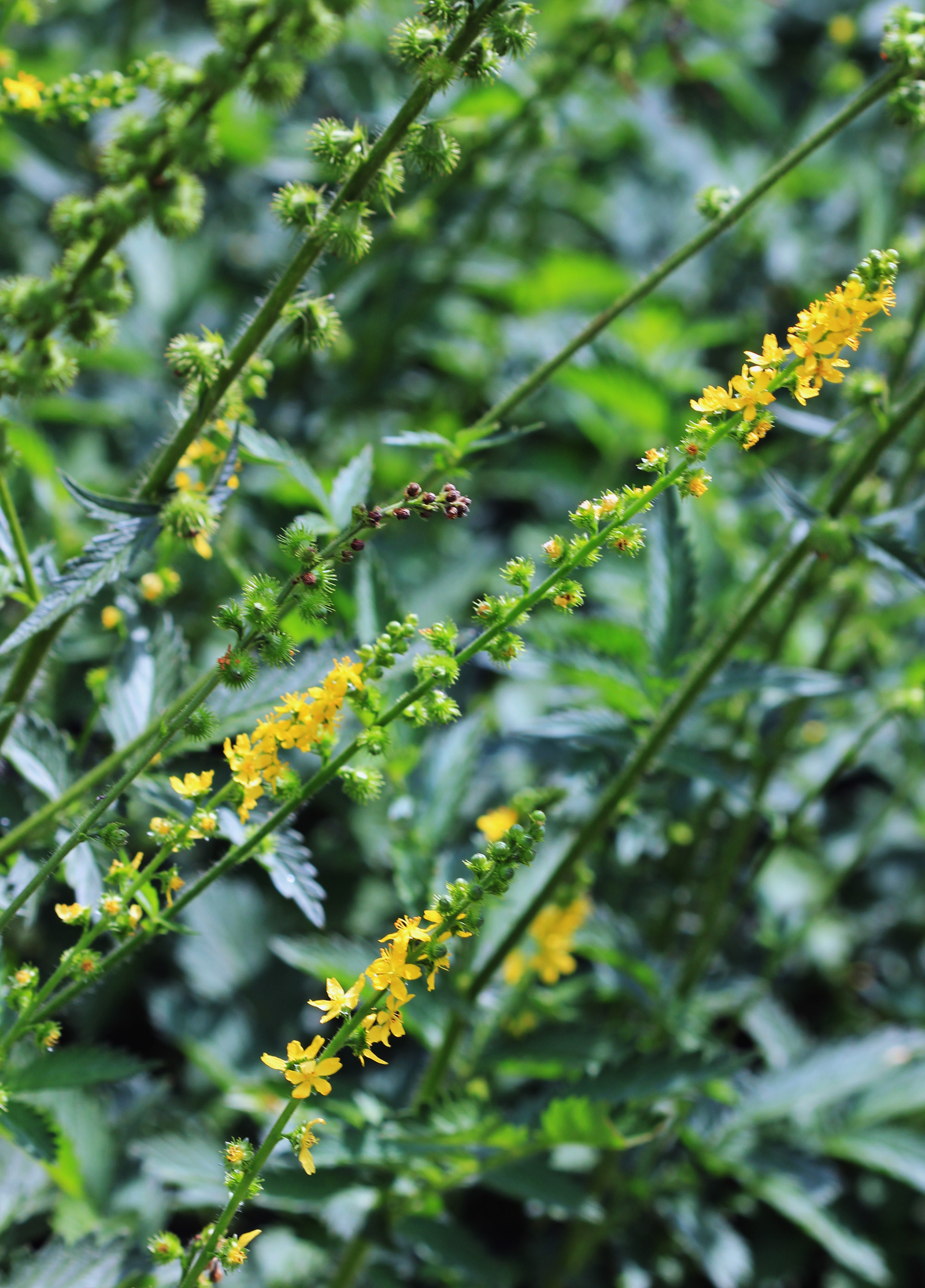
Großer Odermennig